# Jarkko Niemi (cyclisme)
Pour les articles homonymes, voir Niemi.
Jarkko Niemi, né le 3 novembre 1982 à Tampere, est un coureur cycliste finlandais.

## Palmarès sur route

### Par année
- 2012
  -  Champion de Finlande sur route
- 2022
  - 3e du championnat de Finlande du contre-la-montre par équipes
- 2024
  - 2e du championnat de Finlande du contre-la-montre par équipes

### Classements mondiaux
| Année           | 2013 |
| --------------- | ---- |
| UCI Europe Tour | 947e |

## Palmarès sur piste

### Championnats de Finlande
- 2014
  -  Champion de Finlande de la course aux points
- 2018
  - 2e du championnat de Finlande du scratch

## Palmarès en cyclo-cross
- 1999
  - 3e du championnat de Finlande de cyclo-cross juniors